# Liste des pièces de Jean Anouilh
Pour les articles homonymes, voir Anouilh.
Liste des pièces de Jean Anouilh et de ses recueils. 

## Pièces publiées ou créées par Jean Anouilh
Ce tableau recense les pièces de théâtre, publiées ou créées, de Jean Anouilh.
| Publication | Titre                                          | Écriture  | Date de la création française | Lieu de la création française               | Metteur en scène                | Recueil                     |
| ----------- | ---------------------------------------------- | --------- | ----------------------------- | ------------------------------------------- | ------------------------------- | --------------------------- |
| 1939        | Humulus le muet                                | 1929      | 18 septembre 1948             | Théâtre de la Cité internationale           | Les Compagnons de l'Arc-en-ciel | Pièces roses                |
| -           | Mandarine                                      | 1930-1931 | 17 janvier 1933               | Théâtre de l'Athénée                        | Gérard Batbedat                 |                             |
| 1932        | L'Hermine                                      | 1931      | 26 avril 1932                 | Théâtre de l'Œuvre                          | Paulette Pax                    | Pièces noires               |
| 1935        | Y'avait un prisonnier                          | 1934      | 21 mars 1935                  | Théâtre des Ambassadeurs                    | Marie Bell                      |                             |
| 1937        | Le Voyageur sans bagage                        | 1936      | 16 février 1937               | Théâtre des Mathurins                       | Georges Pitoëff                 | Pièces noires               |
| 1938        | Le Bal des voleurs                             | 1933      | 17 septembre 1938             | Théâtre des Arts                            | André Barsacq                   | Pièces roses                |
| 1938        | La Sauvage                                     | 1934      | 11 janvier 1938               | Théâtre des Mathurins                       | Georges Pitoëff                 | Pièces noires               |
| 1942        | Le Rendez-vous de Senlis                       | 1936      | 30 janvier 1941               | Théâtre de l'Atelier                        | André Barsacq                   | Pièces roses                |
| 1942        | Léocadia                                       | 1938      | 30 novembre 1940              | Théâtre de la Michodière                    | Pierre Fresnay                  | Pièces roses                |
| 1942        | Eurydice                                       | 1941      | 18 décembre 1941              | Théâtre de l'Atelier                        | André Barsacq                   | Pièces noires               |
| 1942        | Antigone                                       | 1942      | 6 février 1944                | Théâtre de l'Atelier                        | André Barsacq                   | Nouvelles pièces noires     |
| 1946        | Jézabel                                        | 1932      | inédite en France             | -                                           | -                               | Nouvelles pièces noires     |
| 1946        | Roméo et Jeannette                             | 1945      | 20 novembre 1946              | Théâtre de l'Atelier                        | André Barsacq                   | Nouvelles pièces noires     |
| 1946        | Médée                                          | 1946      | 25 mars 1953                  | Théâtre de l'Atelier                        | André Barsacq                   | Nouvelles pièces noires     |
| 1948        | Ardèle ou la Marguerite                        | 1948      | 4 novembre 1948               | Comédie des Champs-Élysées                  | Roland Piétri                   | Pièces grinçantes           |
| 1948        | L'Invitation au château                        | 1946      | 5 novembre 1947               | Théâtre de l'Atelier                        | André Barsacq                   | Pièces brillantes           |
| 1950        | La Répétition ou l'Amour puni                  | 1950      | 27 octobre 1950               | Théâtre Marigny                             | Compagnie Renaud-Barrault       | Pièces brillantes           |
| 1951        | Colombe                                        | 1950      | 10 février 1951               | Théâtre de l'Atelier                        | André Barsacq                   | Pièces brillantes           |
| 1951        | Cécile ou l'École des pères                    | 1951      | 12 décembre 1952              | Comédie des Champs-Élysées                  | Roland Piétri, Jean Anouilh     | Pièces brillantes           |
| 1952        | La Valse des toréadors                         | 1951      | 8 janvier 1952                | Comédie des Champs-Élysées                  | Roland Piétri                   | Pièces grinçantes           |
| 1953        | L'Alouette                                     | 1952      | 15 octobre 1953               | Théâtre Montparnasse                        | Roland Piétri, Jean Anouilh     | Pièces costumées            |
| 1955        | Ornifle ou le Courant d'air                    | 1955      | 4 novembre 1955               | Comédie des Champs-Élysées                  | Roland Piétri, Jean Anouilh     | Pièces grinçantes           |
| 1958        | Pauvre Bitos ou le Dîner de têtes              | 1956      | 11 octobre 1956               | Théâtre Montparnasse                        | Roland Piétri, Jean Anouilh     | Pièces grinçantes           |
| 1959        | L'Hurluberlu ou le Réactionnaire amoureux      | 1958      | 5 février 1959                | Comédie des Champs-Élysées                  | Roland Piétri                   | Nouvelles pièces grinçantes |
| 1959        | Becket ou l'Honneur de Dieu                    | 1959      | 2 octobre 1959                | Théâtre Montparnasse                        | Roland Piétri, Jean Anouilh     | Pièces costumées            |
| 1959        | Épisode de la vie d'un auteur                  | 1948      | 4 novembre 1948               | Comédie des Champs-Élysées                  | Roland Piétri                   | Pièces farceuses            |
| 1959        | La Petite Molière                              | 1958      | 12 novembre 1959              | L'Odéon-Théâtre de France                   | Jean-Louis Barrault             |                             |
| 1961        | La Grotte                                      | 1959      | 5 octobre 1961                | Théâtre Montparnasse                        | Roland Piétri, Jean Anouilh     | Nouvelles pièces grinçantes |
| 1961        | Le Songe du critique                           | 1960      | 5 novembre 1960               | Comédie des Champs-Élysées                  | Jean Anouilh                    |                             |
| 1962        | La Foire d'empoigne                            | 1958      | 11 janvier 1962               | Comédie des Champs-Élysées                  | Roland Piétri, Jean Anouilh     | Pièces costumées            |
| 1962        | L'Orchestre                                    | 1959      | 11 janvier 1962               | Comédie des Champs-Élysées                  | Roland Piétri, Jean Anouilh     | Nouvelles pièces grinçantes |
| 1969        | Cher Antoine ou l'Amour raté                   | 1967      | 1er octobre 1969              | Comédie des Champs-Élysées                  | Roland Piétri, Jean Anouilh     | Pièces baroques             |
| 1969        | Le Boulanger, la Boulangère et le Petit Mitron | 1965      | 13 novembre 1968              | Comédie des Champs-Élysées                  | Roland Piétri, Jean Anouilh     | Nouvelles pièces grinçantes |
| 1970        | Les Poissons rouges ou Mon père ce héros       | 1968      | 21 janvier 1970               | Théâtre de l'Œuvre                          | Roland Piétri, Jean Anouilh     | Nouvelles pièces grinçantes |
| 1970        | Ne réveillez pas Madame                        | 1964      | 24 octobre 1970               | Comédie des Champs-Élysées                  | Roland Piétri, Jean Anouilh     | Pièces baroques             |
| 1972        | Tu étais si gentil quand tu étais petit        | 1969      | 18 janvier 1972               | Théâtre Antoine                             | Roland Piétri, Jean Anouilh     | Pièces secrètes             |
| 1972        | Le Directeur de l'Opéra                        | 1971      | 28 septembre 1972             | Comédie des Champs-Élysées                  | Roland Piétri, Jean Anouilh     | Pièces baroques             |
| 1975        | Monsieur Barnett                               | 1965      | 29 octobre 1974               | Café-théâtre des Halles Le Fanal            | Nicole Anouilh                  |                             |
| 1975        | L'Arrestation                                  | 1972      | 20 septembre 1975             | Théâtre de l'Athénée                        | Roland Piétri, Jean Anouilh     | Pièces secrètes             |
| 1976        | Le Scénario                                    | 1974      | 29 septembre 1976             | Théâtre de l'Œuvre                          | Roland Piétri, Jean Anouilh     | Pièces secrètes             |
| 1977        | Chers zoiseaux                                 | 1974      | 4 décembre 1976               | Comédie des Champs-Élysées                  | Roland Piétri, Jean Anouilh     | Pièces farceuses            |
| 1978        | La Culotte                                     | 1976      | 19 septembre 1978             | Théâtre de l'Atelier                        | Roland Piétri, Jean Anouilh     | Pièces farceuses            |
| 1980        | La Belle Vie                                   | 1965      | 20 octobre 1979               | Antenne 2                                   | Lazare Iglesis (réalisation)    |                             |
| 1981        | Le Nombril                                     | 1980      | 25 septembre 1980             | Théâtre de l'Atelier                        | Roland Piétri, Jean Anouilh     | Pièces farceuses            |
| 1986        | Œdipe ou le Roi boîteux                        | 1978      | 7 octobre 2014                | Comédie Nation                              | Claudine Augier                 |                             |
| 1987        | Thomas More ou l'Homme libre                   | 1987      | 18 avril 1994                 | Crypte Sainte-Agnès (Paris)                 | Jean-Luc Jeener                 |                             |
| 2000        | Vive Henri IV ! ou la Galigaï                  | 1976      | 12 octobre 1977               | Maison des Arts et de la culture de Créteil | Nicole Anouilh                  |                             |

## Sources
- Bernard Beugnot, Chronologie, Notices et Répertoire des pièces, in Jean Anouilh, Théâtre I et II, Gallimard, Bibliothèque de la Pléiade (2007),  (ISBN 978-2070115877) et  (ISBN 978-2070115884)
- Jacqueline Blancart-Cassou, Jean Anouilh - Les jeux d'un pessimiste, Publications de l'Université de Provence, collection Textuelles (2007),  (ISBN 978-2853996815)
- Paul Ginestier, Anouilh, Editions Seghers, Collection Seghers Théâtre (1971),  (ISBN 978-0320055621)
- Christophe Mercier, Pour saluer Jean Anouilh, Editions Bartillat (1995),  (ISBN 978-2841000159)
- Pol Vandromme, Jean Anouilh, un auteur et ses personnages, Editions de la Table Ronde (1972)
- Anca Visdei, Anouilh, un auteur "inconsolable et gai", Les Cygnes (2010),  (ISBN 978-2915459333)